# Bernd Karbacher
Bernd Karbacher (Monaco di Baviera, 3 aprile 1968) è un ex tennista tedesco.

## Carriera
Ottenne il suo best ranking in singolare il 17 aprile 1995 con la 22ª posizione, mentre nel doppio divenne il 6 giugno 1994 il 163º del ranking ATP.
In singolare vinse due tornei del circuito ATP: il Cologne Open nel 1992, sconfiggendo in finale il sudafricano Marcos Ondruska, e lo Swedish Open nel 1994, sconfiggendo in finale il britannico Greg Rusedski. Nel 1995 raggiunse la finale dell'Indianapolis Tennis Championships, venendo però sconfitto dallo svedese Thomas Enqvist in due set. Il suo migliore risultato nei tornei del grande slam è rappresentato dai quarti di finale raggiunti nel 1994 negli US Open e nel 1996 nell'Open di Francia.
Nel 1993 in coppia con il russo Andrej Ol'chovskij vinse il suo unico torneo di doppio: lo Schenectady Open. Ha fatto parte della squadra tedesca di Coppa Davis dal 1994 al 1995 con un bilancio di una vittoria e due sconfitte.

## Statistiche

### Singolare

#### Vittorie (2)
| Legenda                                                      |
| Grande Slam (0)                                              |
| ATP Tour World Championships / Tennis Masters Cup (0)        |
| ATP Super 9 / Tennis Masters Series (0)                      |
| ATP Championships Series / ATP International Series Gold (0) |
| ATP World Series / ATP International Series (2)              |

| Numero | Data              | Torneo                | Superficie  | Avversario in finale | Punteggio   |
| 1.     | 14 settembre 1992 | Cologne Open, Colonia | Terra rossa | Marcos Ondruska      | 7–6(4), 6-4 |
| 2.     | 4 luglio 1994     | Swedish Open, Båstad  | Terra rossa | Horst Skoff          | 6-4, 6-3    |

| Legenda tornei minori |
| Challenger (1)        |
| Futures (0)           |

| Numero | Data            | Torneo                          | Superficie | Avversario in finale | Punteggio     |
| 1.     | 9 dicembre 1991 | Hong Kong Challenger, Hong Kong | Cemento    | Greg Rusedski        | 6-2, 3-6, 6-1 |

#### Sconfitte in finale (1)
| Numero | Data           | Torneo                                          | Superficie | Avversario in finale | Punteggio |
| 1.     | 14 agosto 1995 | Indianapolis Tennis Championships, Indianapolis | Cemento    | Thomas Enqvist       | 4-6, 3-6  |

### Doppio

#### Vittorie (1)
| Legenda                                                      |
| Grande Slam (0)                                              |
| ATP Tour World Championships / Tennis Masters Cup (0)        |
| ATP Super 9 / Tennis Masters Series (0)                      |
| ATP Championships Series / ATP International Series Gold (0) |
| ATP World Series / ATP International Series (1)              |

| Numero | Data           | Torneo                        | Superficie | Compagno           | Avversari in finale      | Punteggio     |
| 1.     | 23 agosto 1993 | Schenectady Open, Schenectady | Cemento    | Andrej Ol'chovskij | Byron Black Brett Steven | 2-6, 7-6, 6-1 |

| Legenda tornei minori |
| Challenger (1)        |
| Futures (0)           |

| Numero | Data          | Torneo                      | Superficie  | Compagno            | Avversari in finale          | Punteggio     |
| 1.     | 8 giugno 1992 | Cologne Challenger, Colonia | Terra rossa | Marc-Kevin Goellner | Brian Devening Murphy Jensen | 6-4, 6-7, 6-1 |